# Cratospila neocirce
Cratospila neocirce är en stekelart som beskrevs av Robert A.Wharton 1980. Cratospila neocirce ingår i släktet Cratospila och familjen bracksteklar. Inga underarter finns listade i Catalogue of Life.